# Casale Litta
Casale Litta (lombardul: Casal Litta) település Olaszországban, Varese megyében. Lakosainak száma 2732 fő (2023. január 1.). Casale Litta Bodio Lomnago, Crosio della Valle, Daverio, Inarzo, Mornago, Varano Borghi és Vergiate községekkel határos.

## Népesség
A település népességének változása:
| Lakosok száma | 2690 | 2675 | 2732 |
|               | 2017 | 2018 | 2023 |